# Equisetum geissertii
Equisetum geissertii är en fräkenväxtart som beskrevs av Lubienski och Bennert. Equisetum geissertii ingår i släktet fräknar, och familjen fräkenväxter. Inga underarter finns listade i Catalogue of Life.